# Peter Lorimer
 (août 2017).
Si vous disposez d'ouvrages ou d'articles de référence ou si vous connaissez des sites web de qualité traitant du thème abordé ici, merci de compléter l'article en donnant les références utiles à sa vérifiabilité et en les liant à la section « Notes et références ».
Pour les articles homonymes, voir Lorimer.
Peter Patrick Lorimer, né le 14 décembre 1946 à Dundee (Écosse) et mort le 20 mars 2021, est un footballeur écossais, milieu de terrain offensif et buteur de l’équipe de Leeds United des années 1960 et 1970.

## Biographie
Il débute à Leeds à l'âge précoce de 15 ans. En 1966, à 19 ans, il devient titulaire, disputant 34 matches de championnat et marquant 19 buts. 
Avec Leeds, il remporte deux Championnats d'Angleterre en 1969 et 1974, la FA Cup en 1972, la Coupe de la ligue en 1968, ainsi que deux coupes des villes de foire (ancêtre de la coupe UEFA) en 1968 et 1971.
Il manque de peu d'obtenir une consécration plus grande encore lorsque Leeds atteint la finale de la coupe des clubs champions en 1975, mais les Anglais s'inclinent contre le Bayern Munich au Parc des Princes.
Avec l'équipe nationale d'Écosse, dont il porte les couleurs à 21 reprises, il dispute la coupe du monde 1974, marquant lors d'un match contre le Zaïre.
À la fin de sa carrière il quitte Leeds pour York City, avant de tenter sa chance dans le Championnat Nord-Américain, aux Toronto Blizzard puis aux Vancouver Whitecaps. Enfin à l'approche de la quarantaine, il revient dans son club de cœur, Leeds United, désormais relégué en deuxième division.
Il y joue encore trois saisons pour atteindre les chiffres de 676 matches et 238 buts pour Leeds au cours de sa carrière.
Il se reconvertit ensuite en porte-parole du club, puis en journaliste de média et de presse écrite.